# Edward Martyn
Edward Martyn (ur. 30 stycznia 1859, zm. 5 grudnia 1923) – irlandzki aktywista społeczny, dramaturg.
Był jednym ze współzałożycieli Irish Literary Theatre (towarzystwa, które było związane z Abbey Theatre), razem z Williamem Butler Yeatsem i Lady Gregory. Pełnił funkcję pierwszego prezesa Sinn Féin, organizacji, której także był współzałożycielem.
Jego kuzynem był George Moore.
Należał do zagorzałych przeciwników Imperium brytyjskiego, był zwolennikiem walki zbrojnej z tym państwem. Uważał, że na potępienie zasługują ci Irlandczycy, którzy wstępują do tamtejszej armii.